# Jakub Kotyński
Jakub Kotyński (ur. 13 września 1978 w Katowicach) – polski aktor teatralny i filmowy.

## Życiorys
W 2004 roku ukończył studia na PWST w Krakowie. Rok później ukończył Narodowe Konserwatorium Sztuki Dramatycznej w Paryżu. 22 stycznia 2005 roku miał miejsce jego debiut teatralny. Występował na scenach następujących teatrów:
- Stary Teatr im. Heleny Modrzejewskiej w Krakowie (2005)
- Krakowski Teatr Scena STU (2006)
- Teatr Polski we Wrocławiu
- Teatr Bez Sceny w Katowicach
- Teatr im. Heleny Modrzejewskiej w Legnicy
- Teatr Dramatyczny im. Jana Kochanowskiego w Opolu
- Teatr Łaźnia Nowa w Krakowie
- Teatr Studio w Warszawie
- Teatr Imka w Warszawie
- Teatr Powszechny w Łodzi
- Instytut Teatralny w Warszawie[potrzebny przypis]

## Filmografia
- 1999−2000: Trędowata − Jurek Rudecki
- Samo życie − dziennikarz prowadzący program telewizyjny, w którym udział wziął Jerzy Bartnik
- Na Wspólnej − dziennikarz
- Pierwsza miłość − kurier z kwiatami dla Teresy Żukowskiej
- 2006: Oficerowie − policjant francuski eskortujący „Granda” (odc. 9)
- 2007: Kryminalni − Sebastian Wujec (odc. 87)
- 2008: Serce na dłoni − bankowiec
- 2008: Barwy szczęścia − Tomasz, nauczyciel Iwonki
- 2009: Teraz albo nigdy! − asystent ministra (odc. 33)
- 2009: Plebania − kierownik planu (odc. 1359)
- 2009: Operacja Dunaj
- 2009: Niania − fotograf (odc. 123)
- 2009: 39 i pół − barman (odc. 27)
- 2010: Wenecja − adiutant von Rasmusa
- 2010: Ojciec Mateusz − pracownik sklepu (odc. 56)
- 2010: Klub szalonych dziewic − redaktor (odc. 1, 3 i 13)
- 2011: Szpilki na Giewoncie − szef szkółki narciarskiej (odc. 24)
- 2013: Sierpniowe niebo. 63 dni chwały − syn Podsiolaka
- 2016: Ojciec Mateusz − Andrzej Kłodnicki, syn Bogusława (odc. 190)
- 2016: Komisarz Alex − lekarz (odc. 99)
- 2016: Maria Skłodowska-Curie − boy hotelowy
- 2017: Najlepszy − pacjent ośrodka terapii uzależnień
- 2018: Na sygnale − Paweł (odc. 203)
- 2018: Oko za oko − Roman Cichy, były dyrektor ds. marketingu w „Plastic Crown” (odc. 2, 3)
- 2018: Diagnoza − Bartek, chłopak Anity (odc. 36, 37)
- 2019: Ślad − Jakub Szwendowski (odc. 59)
- 2019: Na dobre i na złe − Mariusz, syn Liberskiego (odc. 751)
- 2019: Adwokat − ksiądz
- 2019: Pieśń imion (The Song of Names(inne języki)) - Zygmunt Rapoport, ojciec Dovidla
- 2020: Komisarz Alex − weterynarz (odc. 182)
- 2020: Banksterzy − windykator Andrzej Maciągowski
- 2020: Król − Leon Alter (odc. 5)
- od 2021: Przyjaciółki − doktor Krzysztof Marciniak, opiekun roku
- 2021: Kowalscy kontra Kowalscy − lekarz laborant (odc. 1)
- 2024: Korona królów. Jagiellonowie -  książę Zygmunt Kiejstutowicz

## Nagrody i odznaczenia
- Wyróżnienie Jury Młodzieżowego na XLIV Kaliskich Spotkaniach Teatralnych za rolę Carmen w dyplomowym przedstawieniu „Nierządy” według „Balkonu” Geneta w PWST w Krakowie.